# 8710 Голі
8710 Голі (8710 Hawley) — астероїд головного поясу, відкритий 15 травня 1994 року.
Тіссеранів параметр щодо Юпітера — 3,343.